# Piatigorsk
Piatigorsk (del ruso: Пятиго́рск) es una ciudad del krai de Stávropol, en Rusia. Desde el 19 de enero de 2010 es el centro administrativo del distrito federal del Cáucaso Norte. Se encuentra cerca del río Podkúmok, a unos 20 kilómetros de Mineralnye Vody (Минеральные Воды). El nombre de Piatigorsk significa "cinco montañas" en ruso y es llamada así por los cinco picos del monte Beshtau (que también significa cinco montañas en la lengua turca de las Montañas del Cáucaso). Se fundó en el año de 1780, y ha permanecido como un spa de  aguas minerales desde 1803. El poeta ruso Mijaíl Lérmontov murió en un duelo en Piatigorsk el 27 de julio de 1841. Existe un museo en la ciudad dedicado a su memoria.

## Historia
La primera mención del manantial de agua mineral se encuentra en los escritos del siglo XIV del viajero árabe Ibn Battuta. Pedro I fue quien primero mostró interés por el área al enviar una expedición científica. El interés por el área se revive a finales del siglo XVIII cuando fue establecido el primer asentamiento ruso, el fuerte de Konstantinogórskaya en 1780, que se encontraba en el monte Mashuk.
El valor del agua mineral del Cáucaso llevó a la construcción de hoteles, y los primeros estudios sobre las propiedades medicinales  en el 1803: en abril 24 del mismo año, Alejandro I firmó un decreto por el cual declaraba las aguas medicinales propiedad del estado.

## Demografía
| Gráfica de evolución de Piatigorsk entre 1836 y 2020 |
|                                                      |

## Galería

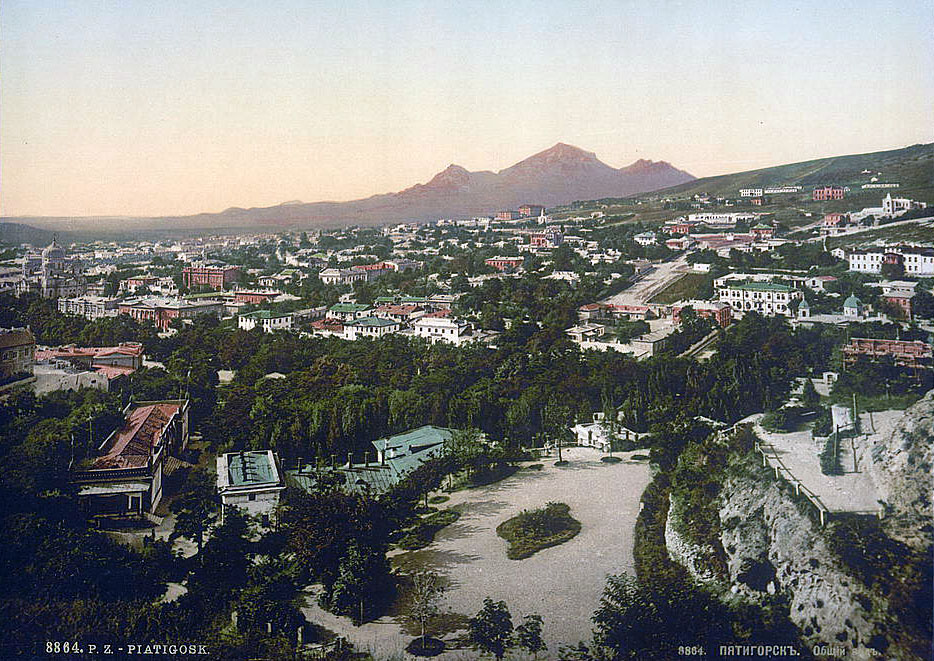
Vista panorámica de la ciudad siglo XX
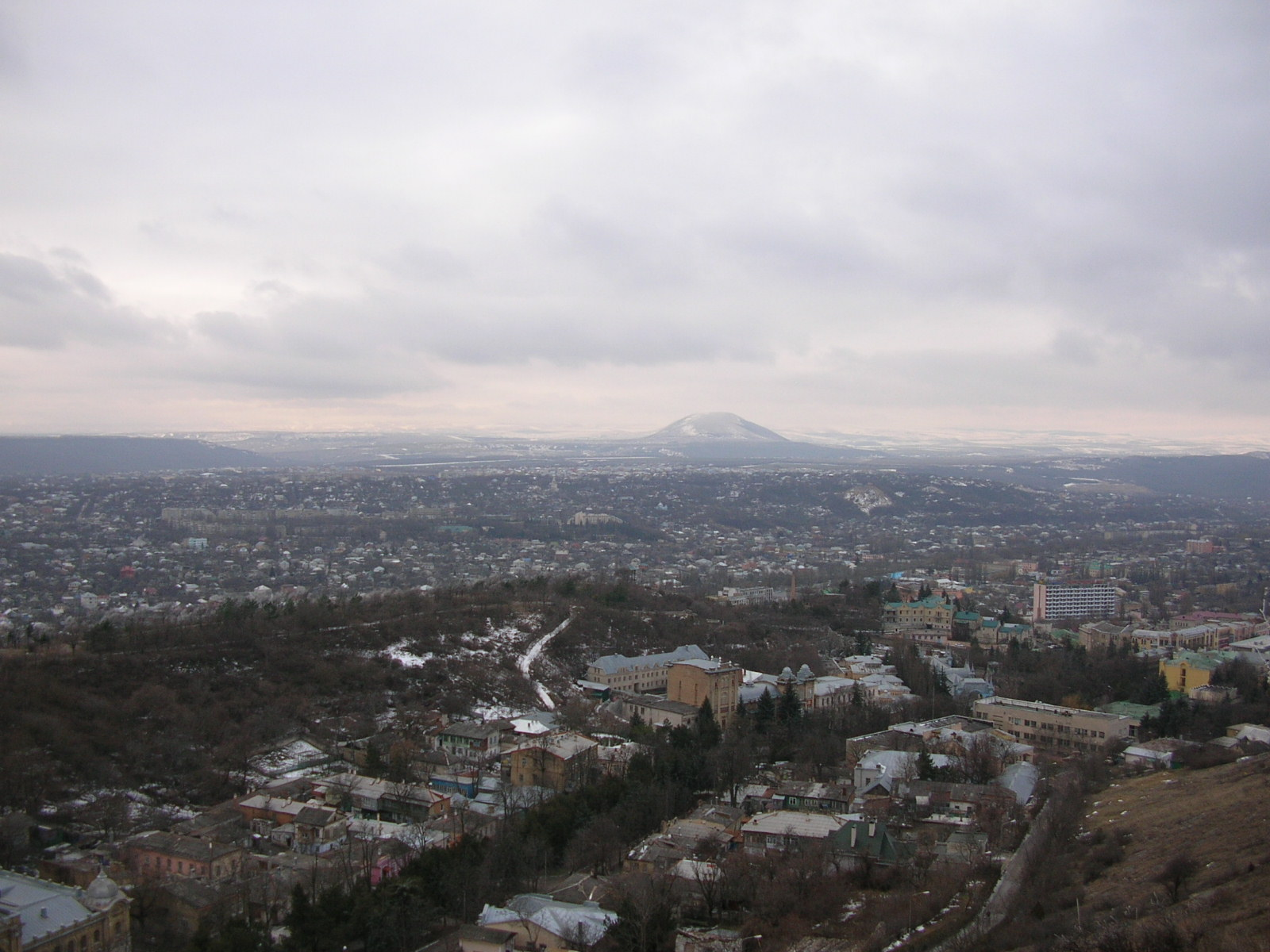
Vista de Piatigorsk desde el monte Mashuk